# Hortophora viridis
Espèce
Synonymes
- Epeira viridis Keyserling, 1865

Hortophora viridis est une espèce d'araignées aranéomorphes de la famille des Araneidae.

## Distribution
Cette espèce est endémique des Samoa. Elle se rencontre sur Upolu.

## Systématique et taxinomie
Cette espèce a été décrite sous le protonyme Epeira viridis par Keyserling en 1865. Elle est placée en synonymie avec Araneus transmarinus par Dondale en 1966. Elle est relevée de synonymie dans le genre Hortophora par Framenau, Baptista, Oliveira et Castanheira en 2021.

## Publication originale
- Keyserling, 1865 : « Beiträge zur Kenntniss der Orbitelae Latr. » Verhandlungen der kaiserlich-königlichen zoologisch-botanischen Gesellschaft in Wien, vol. 15, p. 799-856 (texte intégral).